# Списак оригиналних филмова за Max
HBO Max је ОТТ претплатничка услуга чији је власник Warner Bros. Discovery. Услуга је покренута 27. маја 2020. у САД и 8. марта 2022. у Србији.

## Оригинални филмови
| Српски назив                   | Изворни назив | Жанр                               | Премијера                         | Трајање        | Језик    |
| ------------------------------ | ------------- | ---------------------------------- | --------------------------------- | -------------- | -------- |
| Америчка туршија               |               | комедија                           | 6. август 2020. 8. март 2022.     | 1 сат, 29 мин. | енглески |
| Нећемо се више плашити         |               | драма                              | 10. септембар 2020. 8. март 2022. | 1 сат, 44 мин. | енглески |
| Краљеви Балтимора              |               | драма                              | 8. октобар 2020. 8. март 2022.    | 2 сата, 4 мин. | енглески |
| Вештице                        |               | фантастична комедија               | 22. октобар 2020. 8. март 2022.   | 1 сат, 45 мин. | енглески |
| Суперинтелигенција             |               | акциона комедија                   | 26. новембар 2020. 8. март 2022.  | 1 сат, 46 мин. | енглески |
| Нека причају шта хоће          |               | драмедија                          | 10. децембар 2020. 8. март 2022.  | 1 сат, 53 мин. | енглески |
| Закључани                      |               | пљачкашка љубавна комедија         | 14. јануар 2021. 8. март 2022.    | 1 сат, 58 мин. | енглески |
| Лига правде Зака Снајдера      |               | суперхерој                         | 18. март 2021. 8. март 2022.      | 4 сата, 2 мин. | енглески |
| Без наглих покрета             |               | криминалистички трилер             | 1. јул 2021. 8. март 2022.        | 1 сат, 55 мин. | енглески |
| 8-битни Божић                  |               | комедија                           | 25. новембар 2021. 8. март 2022.  | 1 сат, 37 мин. | енглески |
| Последице                      |               | средњошколска драма                | 27. јануар 2022. 8. март 2022.    | 1 сат, 32 мин. | енглески |
| Кими                           |               | криминалистички трилер             | 10. фебруар 2022. 8. март 2022.   | 1 сат, 29 мин. | енглески |
| У потрази за сновима на Месецу |               | научнофантастична љубавна комедија | 31. март 2022.                    | 1 сат, 44 мин. | енглески |
| Невестин отац                  |               | драмедија                          | 16. јун 2022.                     | 1 сат, 57 мин. | енглески |